# Norbert Aboudarham
 (janvier 2015).
Si vous disposez d'ouvrages ou d'articles de référence ou si vous connaissez des sites web de qualité traitant du thème abordé ici, merci de compléter l'article en donnant les références utiles à sa vérifiabilité et en les liant à la section « Notes et références ».
Norbert Aboudarham est un acteur français, auteur de spectacles dont le thème est la science. Il est également compositeur, musicien, accordéoniste et pédagogue.

## Biographie
Né en 1949, il participe au milieu des années 1970 au groupe Bratsch, qu'il quitte en 1984.
Il a composé des musiques de scènes au théâtre notamment pour  Antoine Vitez, Pierre Vial, Michel Boujenah, Alain Gautré, le Théâtre du mouvement...
Il a écrit une centaine de  partitions en 25 ans et a réalisé des films musicaux.
Il s'intéresse depuis plus de vingt ans à la musique manouche. Son film Nuages, coréalisé avec Pierre Befve, est une référence dans le milieu du jazz manouche.
Son groupe "Un bal clandestin" reprend les grands thèmes du guitariste Django Reinhardt. L'Opéra de Nantes lui commande une partition pour ce groupe additionné du chœur de l'Opéra de Nantes et du Quatuor Parisii (2007 : http://balclandestin.norbertlechat.com/references.php).
Il se forme au clown et à la dramaturgie avec Alain Gautré et Michel Azama, et comme acteur avec Edgardo Luzzi (Actor's Studio).
Il est chargé de cours de dramaturgie à l'Université de Versailles jusqu'en 2014. Il enseigne le burlesque à Lyon (Scène 7), au Samovar, au CNAC et pour l'AFDAS (formation professionnelle des comédiens).
Son spectacle Le Chat de Schrödinger connaît un large succès dans le monde entier. Se définissant lui-même comme clown-physicien, il apparaît sur les plateau de télévision avec Laurent Ruquier et à la radio dans La tête au carré de Mathieu Vidard pour lequel il écrit quelques chroniques.
Il se produit actuellement avec un spectacle La Nuit Noire dont le thème est « La lumière » (Dualité onde particule, rayonnement fossile). (Théâtre et science).
Norbert Aboudarham est l'auteur d'un ouvrage "Le Burlesque au théâtre" (éditions l'Entretemps, juin 2015, 142 pages) qui est un essai sur l'application au théâtre de l'analyse du cinéma burlesque des années 20.

## Publications

### Vulgarisation scientifique
- Le Chat de Schrödinger : Inspirée du chat de Schrödinger, une réflexion depuis Erwin Schrödinger jusqu'à Albert Einstein sur un paradoxe de la physique quantique.
- Les Pigeons de Penzias et Wilson : Sur la création de l'univers, le créationnisme, le Big Bang, l'âge de l'univers, le fond diffus cosmologique (découvert par Arno Allan Penzias et Robert Woodrow Wilson) et le Mur de Planck. Ce spectacle a fait l'objet d'une conférence donnée à l'Institut d'Astrophysique de Paris (Lien : https://www.canal-u.tv/video/cerimes/qu_y_a_t_il_ou_qui_est_il_derriere_le_mur_de_planck.944).
- Les Pouces du Panda : Sur l'évolution, l'apparition de la vie, la génération spontanée, l'émergence, l'expérience de Miller-Urey.
- Monsieur Sophie Germain, Femme de science : comédie historique de fiction sur la mathématicienne Sophie Germain qui au moment de la Révolution française a réalisé ses études en se dissimulant sous le nom d'un homme : Auguste Antoine Leblanc.

### Essais sur le théâtre
- Le Burlesque au théâtre. Nouvelle édition augmentée, coll. "Linéaris", éd. Deuxième époque, Montpellier, 2018
- Le Silence au théâtre, au cinéma et en musique, coll. "Linéaris", éd. Deuxième époque, Montpellier, 2022
- L'absurde au théâtre, coll. "Les points dans les poches", éd. L'Entretemps, 2016

## Citation
À propos de sa pièce Les pigeons de Penzias et Wilson : « J'ai apprécié votre façon très ludique d'aborder les problèmes métaphysiques et scientifiques de l'origine de l'univers », lui écrit l'astrophysicien Trinh Xuan Thuan.